# Officine Meccaniche Stigler
Die Officine Meccaniche Stigler war ein italienisches Unternehmen, das 1859 von August Stigler in Mailand gegründet wurde. Es war das erste Unternehmen in Italien, das Aufzüge produzierte, und spielte eine bedeutende Rolle in der Entwicklung hydraulischer und elektrischer Aufzugssysteme sowie in der Elektromobilität.

## Unternehmensgeschichte

### Gründung und frühe Jahre (1859–1870)
Die Officine Meccaniche Stigler wurde 1859 von Augusto Stigler gegründet, einem deutschen Ingenieur, der zuvor am Polytechnikum Zürich tätig war. Ursprünglich spezialisierte sich das Unternehmen auf die Herstellung von Pumpen, Turbinen und Maschinen für Bauprojekte. Im Jahr 1870 installierte Stigler den ersten Personenaufzug Italiens im Grand Hotel Costanzi in Rom, was den Beginn seiner Spezialisierung auf hydraulische Aufzüge markierte.

### Expansion und Innovationen (1870–1910)
Bis 1910 hatte das Unternehmen weltweit etwa 10.000 Aufzüge installiert, darunter prestigeträchtige Projekte wie Aufzüge im Vatikan und in mondänen Hotels Europas. Besonders bekannt wurde die Firma durch den Bau des „Torre Stigler“ bei der Ausstellung „Esposizioni Riunite“ in Mailand 1894, einem 40 Meter hohen Aussichtsturm mit hydraulischem Aufzug.
Im Jahr 1898 führte Augusto Stigler II, der Sohn des Gründers, den ersten elektrisch betriebenen Aufzug des Unternehmens ein. Dies markierte den Übergang zur Massenproduktion von Aufzügen und zur Nutzung elektrischer Antriebstechnologien.

### Internationalisierung (1900–1947)
Das Unternehmen expandierte international mit Lizenzpartnern in Südafrika, Ägypten, Indien, Japan und Brasilien. In Wien übernahm Ingenieur Theodor d’Ester ab 1891 die Vertretung für Stigler-Aufzüge. Bis zur Übernahme durch Otis im Jahr 1947 hatte die Firma weltweit etwa 45.000 Aufzüge installiert.

### Elektromobilität und Automobilbau
Ab den 1920er Jahren engagierte sich Stigler intensiv in der Entwicklung und Produktion von Elektrofahrzeugen. Das Unternehmen stellte elektrische Taxis, Kleinbusse und Transportfahrzeuge her, die vor allem im städtischen Verkehr von Mailand eingesetzt wurden. Die Stadt Mailand bestellte 50 elektrische Taxis mit einer Reichweite von bis zu 90 Kilometern.  1933 entwickelte Stigler zudem einen elektrischen Oberleitungsbus für die Stadt Turin.
Ein besonderes Kapitel ist die Produktion von Automobilen: 1921 gründete Stigler in Turin ein Tochterunternehmen, das mit der Produktion von Automobilen unter dem Markennamen Stigler begann. Die Produktion endete 1925 nach nur wenigen hergestellten Exemplaren.
Hervorzuheben ist die Entwicklung des Fiat 1100 Stigler Anfang der 1940er Jahre: In Zusammenarbeit mit der Carrozzeria Touring entstanden auf Basis des Fiat 1100 zwei elektrische Coupés mit Stigler-Elektromotoren und Touring-Superleggera-Karosserie. Eines dieser Fahrzeuge wurde von Franco Mazzotti, Mitbegründer der Mille Miglia, in Auftrag gegeben. Die Fahrzeuge galten als visionäre Vorläufer moderner Elektroautos und kombinierten stromlinienförmiges Design mit innovativer Antriebstechnik.

### Zerstörung und Fusion mit Otis
Im Zweiten Weltkrieg wurde das Hauptwerk in Mailand bei einem Luftangriff zerstört. Nach der Liquidation des Unternehmens fusionierte es 1947 mit Otis und firmierte als „Stigler-Otis“. Unter diesem Namen wurden bis 1987 weiterhin Aufzüge hergestellt.

### Produkte
- Hydraulische und elektrische Aufzüge: Führend bei der Entwicklung sicherer und effizienter Systeme.
- Elektrofahrzeuge: Produktion von Taxis, Oberleitungsbussen, Kleinbussen und Transportfahrzeugen.
- Automobile: Produktion von Pkw unter dem Markennamen Stigler (1921–1925) sowie Entwicklung von Elektroautos wie dem Fiat 1100 Stigler.
- Fahrtreppen: Installation von Fahrtreppen in Bahnhöfen und Messegeländen.
- Gießereiprodukte: Herstellung von Bauteilen aus Bronze, Aluminium und anderen Materialien für industrielle Anwendungen.[2]

### Bedeutung
Die Officine Meccaniche Stigler war ein Pionierunternehmen in der italienischen Industriegeschichte. Mit ihren innovativen Technologien prägte sie die Entwicklung moderner Transportlösungen. Der Name „Stigler“ wurde zeitweise synonym für Aufzüge verwendet („Ich nehme den Stigler“).
1921 wurde in Turin ein Tochterunternehmen gegründet. Es begann mit der Produktion von Automobilen mit dem Markennamen Stigler. 1925 endete die Produktion nach nur wenigen hergestellten Exemplaren.